# 石板农会旧址
石板农会旧址，位于中国广东省清远市清城区附城镇石板村，为清城区文物保护单位，类型为古遗址，公布时间为2002年5月。
石板农会旧址的历史年代为1924年。